# Carlos Ocariz
Carlos Eduardo de Jesús Ocariz Guerra (Caracas, Venezuela, 1 de mayo de 1971) es un político e ingeniero venezolano, dirigente político del partido Primero Justicia. Fue alcalde del Municipio Sucre del estado Miranda desde 2008 y diputado a la Asamblea Nacional en 2000 y Director de Desarrollo Social de la Gobernación del Estado Miranda durante los años 1990.

## Carrera

### Actividad en la Gobernación de Miranda
Desde 1996 hasta 1999 colaboró con el entonces gobernador del Estado Miranda, Enrique Mendoza, como Presidente-coordinador de la Política Social y en la Fundación de Desarrollo Social. En 1999 fue designado miembro de la Directiva de la Corporación Regional de Salud de Miranda, tras impulsar el proceso de transferencia de ambulatorios a los vecinos organizados (1999). Fue además consultor de programas sociales en el Banco Interamericano de Desarrollo (BID), con sede en Washington D. C., Estados Unidos, en 1995.

### Diputado en la Asamblea Nacional
En el año 2000 fue elegido diputado a la Asamblea Nacional de forma uninominal representando al Municipio Sucre, siendo hasta la fecha el más joven de los asambleístas. Allí impulsó importantes proyectos como la Ley de Barrios, que consistía en dar la titularidad de la propiedad a las familias en las comunidades populares, la Ley de Desarme por la lucha contra la inseguridad y Ley de la Tercera Edad para hacer justicia con las primeras generaciones.

### Alcalde del municipio Sucre
En las elecciones municipales del año 2000 se postuló para el cargo de alcalde del municipio Sucre del Estado Miranda compitiendo sin éxito contra José Vicente Rangel Ávalos, candidato del Movimiento V República. Volvió a postularse en las elecciones del año 2004, saliendo derrotado nuevamente por Rangel Ávalos.
Tras las elecciones internas de Primero Justicia, realizadas el 3 de febrero de 2006 y la posterior dimisión de algunos de sus dirigentes, es elegido como Secretario General, sustituyendo a Armando Briquet. En los comicios de 23 de noviembre de 2008 aspiró por tercera vez consecutiva al cargo de burgomaestre del Municipio Sucre, en esta ocasión como candidato unitario de oposición y obteniendo la victoria venciendo al militante del PSUV y exmilitar Jesse Chacón Escamillo.
Carlos Ocariz fue proclamado alcalde de Sucre el 10 de diciembre de 2008, sus principales objetivos como alcalde fueron mejorar la seguridad y los servicios públicos del municipio, los cuales estaban en decadencia. 
Los principales logros de su gestión han sido:
- Seguridad: Se logró la re-fundación de Polisucre con 1200 efectivos en la calle, el incremento de patrullas a 123 unidades y 128 motorizados, se ha implementado un moderno sistema de monitoreo satelital, se reabrió la Academia Policial y se han graduado 400 nuevos funcionarios. Aseveró que seguirán trabajando para llegar a 1500 efectivos policiales en el año que resta de gestión, tal como lo prometió en su plan de gobierno.

- Urbanismo: se desarrollaron planes de descongestión de vías principales a través de los 7 contraflujos en todo el Municipio, el plan de prioridad peatonal a través de la demarcación del rayado, el Plan Para Mira y Cruza y la modernización de semáforos.

- Educación: Se recuperaron las 44 escuelas del municipio y a través del Plan Aliméntate y Progresa se llevaron alimentos a los estudiantes. Se establecieron dos planes de becas: Estudia y Progresa para los niños de las escuelas, y Supérate y Progresa para los jóvenes universitarios

- Espacios públicos: Se han activado Centros de Formación Deportiva en los barrios del municipio Sucre, construido más de 200 canchas y en materia cultural se realizaron tres ediciones del Festival Son de Sucre, dos ediciones de Así Baila Sucre, con el fin de promover y rescatar la cultura popular.[2]

Ocariz se postuló de precandidato para las elecciones primarias de la Mesa de la Unidad en Venezuela como gobernador de Miranda, en las que el entonces gobernador, Henrique Capriles Radonski se postuló como candidato a la presidencia de Venezuela, en las que ambos ganaron sus respectivas candidaturas. Después de las elecciones presidenciales de Venezuela de 2012, en las que resultó reelecto el presidente Hugo Chávez. Ocariz y Capriles llegaron a un acuerdo para que cada uno se lanzase como candidato a la reelección en sus respectivos cargos.
El 8 de diciembre de 2013, Ocariz fue reelecto con el 52,69% de los votos en el cargo de Alcalde de Municipio Sucre del Estado Miranda para el periodo 2014-2017, frente al entonces candidato del PSUV, cantante y beisbolista venezolano, Antonio Álvarez.
En 2017, la periodista Patricia Poleo difundió una conversación de vía WhatsApp con Carlos Ocariz. Durante su programa, la comunicadora social consideró inaceptable los términos discriminatorios con los que Ocariz y D´Elía se refieren a los negros y a los ciudadanos colombianos que residen en la región mirandina.

### Candidatura a la gobernación de Miranda
Ocariz se presenta como candidato de la Plataforma Unitaria para la gobernación de Miranda. Faltando 18 días para las elecciones no llegan a un acuerdo entre los opositores Carlos Ocariz y David Uzcátegui de Fuerza Vecinal para un candidato único por la gobernación de Miranda. El 11 de noviembre Ocariz renuncia a la candidatura.

### Inhabilitación
El 24 de abril de 2024 fue inhabilitado por la Contraloría para ejercer cargos públicos hasta 2039, en el contexto de las elecciones presidenciales.